# バンディダス
『バンディダス』（Bandidas）は、2006年に公開されたフランス・メキシコ・アメリカ合衆国合作のウエスタン・コメディ映画。日本では劇場公開されずビデオスルーになった。「bandidas（バンディーダス）」とはスペイン語で盗賊、ならず者、お尋ね者の意の「bandido」の女性複数形である。

## ストーリー
1848年のメキシコ。ニューヨーク銀行は鉄道開通のために、貧しい民衆から不当な値段で土地を奪い、邪魔する者は殺し屋に容赦なく殺害させていた。銀行によって父親を殺されかけた貧しい農民の娘マリアと、同じく銀行に父親を殺害された裕福な銀行頭取の娘サラは、銀行に復讐するために共謀して銀行強盗を計画する。育った環境や価値観の違いから、反発し合う二人だったが、引退した元強盗や誘惑した若い刑事の協力もあって、計画は次々と成功していく。だが、銀行側も黙っているはずもなく、ついに二人の抹殺に動き出すのであった。

## 登場人物
マリア・アルバレス
演 - ペネロペ・クルス
農家育ちの娘。馬の扱いが得意。
サラ・サンドバル
演 - サルマ・ハエック
ドン・ディエゴの一人娘。父を殺され、陰謀を感じて逃亡する。
クエンティン・クック
演 - スティーヴ・ザーン
ニューヨークの刑事。ジャクソンに呼び寄せられる。科学捜査が専門で推理力も高い。
タイラー・ジャクソン
演 - ドワイト・ヨアカム
アッシュの部下。
アッシュ
演 - デニス・アーント
頭取。
クラリッサ・アッシュ
演 - オードラ・ブレイザー
クエンティンの婚約者。アッシュの娘。
ビル・バック
演 - サム・シェパード
現在は引退したが、かつては銀行強盗として名を馳せた男。サラとマリアを訓練する。
ドン・ディエゴ・サンドバル
演 - イスマエル・イースト・カルロ
サラの父。毒殺される。
ペドロ・アルバレス
演 - ゲイリー・セルヴァンテス
マリアの父。撃たれて重傷を負う。
パブロ
演 - ホセ・マリア・ネグリ
神父。サラとマリアにビルを紹介する。

## キャスト
| 役名                       | 俳優                         | 日本語吹替 |
| -------------------------- | ---------------------------- | ---------- |
| マリア・アルバレス         | ペネロペ・クルス             | 根谷美智子 |
| サラ・サンドバル           | サルマ・ハエック             | 朴璐美     |
| クエンティン・クック       | スティーヴ・ザーン           | 宮本充     |
| タイラー・ジャクソン       | ドワイト・ヨアカム           | 山路和弘   |
| アッシュ頭取               | デニス・アーント             | 浦山迅     |
| クラリッサ・アッシュ       | オードラ・ブレイザー         | 小野涼子   |
| ビル・バック               | サム・シェパード             | 谷口節     |
| ドン・ディエゴ・サンドバル | イスマエル・イースト・カルロ | 楠見尚己   |
| ペドロ・アルバレス         | ゲイリー・セルヴァンテス     | 仲野裕     |
| パブロ神父                 | ホセ・マリア・ネグリ         | 田原アルノ |